# الدوري المغربي لكرة القدم 1963–64
الدوري المغربي لكرة القدم 1963-1964 هو الموسم 8 من البطولة الوطنية المغربية لكرة القدم . يتنافس خلاله 14 من أفضل الأندية الوطنية المغربية.توج بهذا الموسم فريق الجيش الملكي للمرة الرابعة على التوالي .